# Jan-Arie van der Heijden
Jan-Arie van der Heijden (ur. 3 marca 1988 roku w Schoonhoven, Holandia) – holenderski piłkarz występujący na pozycji pomocnika w Willem II Tilburg.

## Kariera
Swoją karierę rozpoczął w klubie VV Schoonhoven. Tam właśnie wypatrzyli go skauci Ajaksu. W Ajaksie zadebiutował w meczu przeciwko Rodzie Kerkrade wygranym przez Ajax 4:2. W 2009 został wypożyczony na rok do Willem II Tilburg. W 2011 roku został zawodnikiem SBV Vitesse, a w 2015 przeszedł do Feyenoordu. W 2020 wrócił do Willema II.
Van der Heijden uczestniczył w 2005 roku w Mistrzostwach Świata U-17, na których Holandia dotarła do półfinału, ale zostali oni pokonani przez Meksyk, późniejszych zwycięzców turnieju.